# Artistona
Artistona (grč. Aρгνσгωη: „Artystōnē“, elamski Ir-taš-du-na ili Ir-da-iš-du-na, perz. Artastūnā: „stup Arte; obožavateljica istine“) bila je perzijska princeza odnosno kćer Kira Velikog, polusestra od Atose, odnosno žena Darija I. Velikog. Njeno vjenčanje s Darijem povjesničari tumače kao njegov pokušaj da ojača legitimitet svoje vlasti nakon što je na perzijski tron došao zbacivanjem uzurpatora Smerdisa. Rodila je Dariju najmanje dva sina; Arsama i Gobrija, te kćer Artazostru. Prema Herodotu, Artistona je bila omiljena Darijeva žena. Spomunuta je na nekoliko mjesta u Perzepolisu, gdje je pronađena i njena skulptura.

## Vanjske poveznice
- [neaktivna poveznica]
- Atosa i Artistona, Livius.org